# Folksonomi
Folksonomi (også nogle gange stavet folksonomy på dansk) er indeksering af digitale data eller information af brugerne af et givet system ved brug af selvvalgte ord.
Folksonomi er en sammenkobling af ordene "folk" og "taksonomi", og henviser til at data organiseres af "folk": i stedet for som i en traditionel taksonomi, hvor det er eksperter eller ansvarlige, der godkender principper for emneord og tildeler disse. Det drejer sig om metadata, der produceres og deles af fællesskabet ved at indeksere digitaldata eller indhold.

## Relation til traditionelle systemer tilvidensorganisation
Traditionelle vidensorganiserende systemer er fx klassifikationssystemer, tesauri, taksonomier, kontrollerede emneordssystemer og ukontrollerede emneordssystemer. Alle typer, undtagen de ukontrollerede, bygger på princippet om kontrolleret vokabular, dvs. et system, der undgår synonymer og homonymer, som undgår leksikalske variationer (stavemåder) m.v.
Traditionelle systemer er også karakteriseret ved en arbejdsdeling mellem hvem, der udarbejder systemet, hvem der klassificerer eller indekserer det enkelte dokument i systemet og hvem der bruger systemet. I folksonomier er det principielt brugerne, der har alle tre roller. 
Folksonomier er naturligvis en udfordring for traditionelle vidensorganiserende systemer. Behøver man biblioteks- og informationsprofessionelle til at designe systemerne og foretage indekseringen? Kan folksonomier erstatte traditionelle systemer (og bibliotekarer) eller supplerer de to former for systemer hinanden? 

## Eksempler på kendte folksonomier
Del.icio.us er en meget brugte folksonomiudbyder, med mere end 3 millioner brugere og 100 millioner unikke URLer der er bogmærket. . Man kan tilgå sine tags eller indekseringer fra en hvilken som helst computer der er på internettet.
På sitet Flickr kan brugerne gratis publicere deres billeder og enhver kan indeksere disse: http://www.flickr.com/ Arkiveret 26. februar 2004 hos  Wayback Machine

## Synonymer, nærsynonymer og beslægtede begreber
Social tagging; social klassifikation; social indeksering; sociale nøgleord; sociale bogmærker; demokratisk indeksering.

## Historik
Ophavsmanden til begrebet "folksonomy" er informationsarkitekten Thomas Vander Wal. 

## Eksterne links
- Bemærk at den engelske Wikipedia skelner mellem "Folksonomy" og "Folk taksonomy"